# Quotazione
Con quotazione, nella finanza, ci si riferisce all'inserimento delle azioni di una società nell'elenco delle azioni ufficialmente scambiate in una borsa valori. Alcune borse consentono la quotazione di azioni di una società estera e possono consentire la doppia quotazione, a determinate condizioni.

## Generalità
Generalmente la società emittente è quella che richiede la quotazione, ma in alcuni paesi una borsa può decidere di quotare una società, ad esempio perché le sue azioni sono già negoziate tramite canali informali.
Le azioni il cui valore di mercato e/o fatturato scendono al di sotto di livelli critici predefiniti, possono essere ritirate dallo scambio. Il delisting spesso deriva da una fusione o acquisizione, ma può derivare anche dalla decisione della società di tornare proprietaria esclusiva del capitale.

## Requisiti
Ogni borsa valori ha i propri requisiti o regole di quotazione. I requisiti di quotazione iniziale di solito includono la presentazione di una storia di alcuni anni di rendiconti finanziari (requisito non richiesto per mercati "alternativi" destinati alle giovani imprese); una dimensione sufficiente dell'importo già collocato presso il pubblico (il flottante), sia in termini assoluti che in percentuale del totale delle azioni in circolazione; un prospetto approvato, che in genere include opinioni di valutatori indipendenti e così via.

## Esempi
I requisiti di quotazione imposti da alcune borse includono:
- Borsa di New York: la Borsa di New York (NYSE) richiede che una società abbia emesso almeno un milione di azioni per un valore di $ 100 milioni e deve aver guadagnato più di $ 10 milioni negli ultimi tre anni.[1]
- Borsa NASDAQ: NASDAQ richiede che una società abbia emesso almeno 1,25 milioni di azioni per un valore di almeno $ 70 milioni e deve aver guadagnato più di $ 11 milioni negli ultimi tre anni.[2]
- Borsa di Londra: il mercato principale della Borsa di Londra richiede una capitalizzazione di mercato minima (£ 700.000), tre anni di rendiconti finanziari certificati, un flottante pubblico minimo (25%) e un capitale circolante sufficiente per almeno 12 mesi dalla data di quotazione.
- Borsa di Bombay: Bombay Stock Exchange (BSE) richiede una capitalizzazione di mercato minima di ₹ 250 milioni e il flottante pubblico minimo equivalente a ₹ 100 milioni.[3]

## Delisting
Il delisting si riferisce alla pratica di rimuovere le azioni di una società da una borsa in modo che gli investitori non possano più scambiare azioni del titolo su quella borsa. Ciò si verifica in genere quando una società termina l'attività, dichiara bancarotta, non soddisfa più le regole di quotazione della borsa o decide di diventare una società privata dopo una fusione o acquisizione o desidera ridurre le complessità e le spese generali di reporting regolamentare o ancora se i volumi di borsa sull'indice da cui desidera ritirarsi non sono significativi. Delisting non significa necessariamente un cambiamento nella strategia aziendale.
Negli Stati Uniti, i titoli che sono stati ritirati da un importante listino per motivi diversi dall'intenzione di diventare privati, possono ancora essere negoziati in over-the-counter in mercati come l'OTC Bulletin Board o dei Pink Sheets.